# Municipio de Waverly (condado de Marshall)
El municipio de Waverly (en inglés: Waverly Township) es un municipio ubicado en el condado de Marshall en el estado estadounidense de Dakota del Sur. En el año 2010 tenía una población de 58 habitantes y una densidad poblacional de 0,62 personas por km².

## Geografía
El municipio de Waverly se encuentra ubicado en las coordenadas 45°42′15″N 97°38′11″O / 45.70417, -97.63639. Según la Oficina del Censo de los Estados Unidos, el municipio tiene una superficie total de 93.41 km², de la cual 93,11 km² corresponden a tierra firme y (0,32 %) 0,3 km² es agua.

## Demografía
Según el censo de 2010, había 58 personas residiendo en el municipio de Waverly. La densidad de población era de 0,62 hab./km². De los 58 habitantes, el municipio de Waverly estaba compuesto por el 100 % blancos. Del total de la población el 0 % eran hispanos o latinos de cualquier raza.